# Tiszaderzs
Tiszaderzs es un pueblo ubicado en el distrito de Tiszafüred, condado de Jász-Nagykun-Szolnok, Hungría.

## Superficie
Posee una superficie de 27,19 kilómetros cuadrados.

## Demografía
Hasta 2022 la población era de 1004 habitantes, con una densidad de población de 36,93 habitantes por kilómetro cuadrado.